# Daltonia splachnoides
Daltonia splachnoides är en bladmossart som beskrevs av W. J. Hooker och Thomas Taylor 1818. Daltonia splachnoides ingår i släktet Daltonia och familjen Daltoniaceae. Inga underarter finns listade i Catalogue of Life.